# Michael Sauerbier

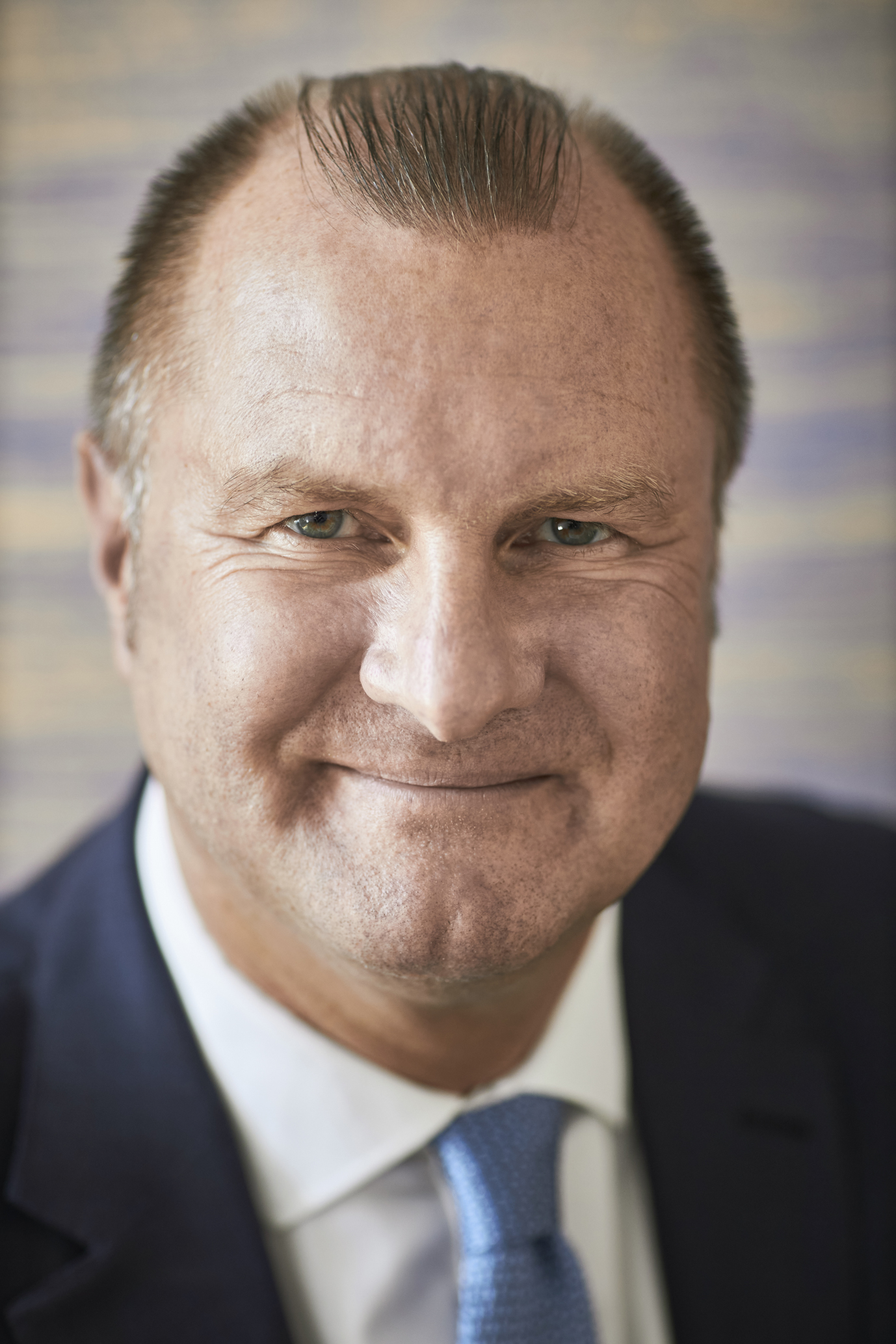
Michael Sauerbier

Michael Sauerbier (* 28. Juli 1964 in Wetzlar) ist ein deutscher Humanmediziner. Er ist Facharzt für Plastische, Rekonstruktive Chirurgie und Ästhetische Chirurgie und Handchirurgie sowie Verbandsfunktionär.

## Leben und Wirken
Michael Sauerbier ist der Sohn des Bankdirektors Alois Sauerbier und Gertrud Sauerbier, geb. Kunert. Nach dem Abitur an der Goetheschule Wetzlar begann er eine Ausbildung als MTA/l in Bückeburg und studierte anschließend von 1985 bis 1993 Medizin an der Universität Hamburg und der Universität Würzburg. Sein Praktisches Jahr absolvierte er am Universitätsspital Zürich, Leopoldina-Krankenhaus Schweinfurt und am Massachusetts General Hospital in Boston, Harvard Medical School. Nach dem 3. Staatsexamen (1993) folgte 1995 die Promotion mit dem Thema: „Fortgeschrittener karpaler Kollaps (SNAC-Wrist) nach Skaphoidpseudarthrose. Therapiekonzept: Mediokarpale Teilarthrodese“ (Doktorvater: Ulrich Lanz, Bad Neustadt an der Saale).
Sauerbier war von 1993 bis 1995 Arzt i.P. sowie Assistenzarzt an der Klinik für Handchirurgie im Rhön Klinikum in Bad Neustadt/Saale. Es folgte ab 1995 eine Tätigkeit als Assistenzarzt an der Klinik für Hand-, Plastische und Rekonstruktive Chirurgie – Schwerbrandverletztenzentrum, Plastische und Handchirurgie der Universität Heidelberg der Berufsgenossenschaftlichen Unfallklinik Ludwigshafen und ab 2000 Oberarzt sowie Facharzt für Plastische Chirurgie. Von 1999 bis 2000 war Sauerbier Stipendiat der Deutschen Forschungsgemeinschaft (DFG) und Research Fellow an der Mayo Clinic in Rochester (Minnesota, USA), Orthopedic Biomechanics Laboratory, Division of Hand Surgery.
2003 habilitierte er für den Fachbereich Plastische Chirurgie an der Universität Heidelberg mit dem Thema „Invitro Untersuchungen zur Stabilität des Unterarms nach Ulnakopfresektion und Rettungsoperation zu Stabilisierung des distalen Ulna“ und erlangte im selben Jahr die Zusatzbezeichnung „Handchirurgie“. Ab 2003 wirkte er als leitender Oberarzt der Klinik für Hand-, Plastische und Rekonstruktive Chirurgie – Schwerbrandverletztenzentrum – der Berufsgenossenschaftlichen Unfallklinik Ludwigshafen/Universität Heidelberg und wurde 2005 zum Außerplanmäßigen Professor der Medizinischen Fakultät der Universität Heidelberg ernannt. Ab 2007 war er Chefarzt der Klinik für Plastische, Hand- und Rekonstruktive Chirurgie der Kliniken des Main-Taunus-Kreises.  2011 erfolgte die Ernennung zum Außerplanmäßigen Professor an der Goethe-Universität Frankfurt am Main.
Von 2013 bis 2020 war Sauerbier Chefarzt der Abteilung für Plastische, Hand und Rekonstruktive Chirurgie der Berufsgenossenschaftlichen Unfallklinik Frankfurt. 2020 gründete er eine Privatärztliche Praxis für Hand- und Plastische Chirurgie in Bad Homburg mit Belegbetten im ETHIANUM Heidelberg sowie in den Hochtaunus-Kliniken Bad Homburg und Usingen.
Sauerbier fungiert zudem als Gutachter und Prüfer, u. a. bei der Landesärztekammer Hessen, und organisierte verschiedene Fachkongresse. Er ist Autor und Herausgeber zahlreicher Fachpublikationen, unter anderem der Zeitschrift Handchirurgie Scan sowie dem Standardlehrbuch " Die Handchirurgie."
Ab Oktober 2024 ist Sauerbier für die Jahre 2024 und 2025 Präsident der Deutschen Gesellschaft für Handchirurgie (DGH).

### Privates
Michael Sauerbier hat drei Töchter und lebt im Rhein-Main-Gebiet.

## Auszeichnungen
- 2008: „Godina-Preisträger“ (Godina Traveling Fellow) der American Society for Reconstructive Microsurgery (ASRM)[1]

## Klinische Schwerpunkte
- Handchirurgie (komplettes Spektrum), insbesondere Handgelenk
- Endoprothetik an der Hand posttraumatische Rekonstruktion nach Extremitätenverletzungen
- Onkologische Rekonstruktion, insbesondere Weichgewebesarkome der Extremitäten
- Mikrochirurgische Rekonstruktion der oberen und unteren Extremität und der Thoraxwand
- Replantationschirurgie, Rekonstruktion nach Verbrennung

## Forschungsschwerpunkte
- Unterarm und Handgelenk, insbesondere Biomechanik des distalen Radioulnargelenks (DRUG); Mikrochirurgische Rekonstruktion der Extremitäten mit funktioneller Wiederherstellung
- Funktionelles Outcome und Lebensqualität an den Extremitäten nach onkologischen Resektionen bzw. plastischen Rekonstruktionsverfahren. Rehabilitation und berufliche Wiedereingliederung nach rekonstruktiven Eingriffen an der oberen Extremität Interdisziplinäre Behandlung der posttraumatischen Osteitis an den Extremitäten

## Funktionen
- bis 2008: Vorstandsmitglied und Beirat für das Fach Plastische Chirurgie in der Deutschen Gesellschaft für Plastische und Wiederherstellungschirurgie
- 2012–2018: Leiter des Referats Handchirurgie im erweiterten Vorstand der Deutschen Gesellschaft der Plastischen, Rekonstruktiven und Ästhetischen Chirurgen (DGPRÄC)
- 2017–2019: Sekretär der DGPRÄC
- 2019–2020: Vizepräsident („President Elect“) der DGPRÄC
- Aktives Mitglied der World Society for Reconstructive Microsurgery (WSRM) und seit 2019 Mitglied im „Nominating Commitee“
- ab Oktober 2024 Präsident der Deutschen Gesellschaft für Handchirurgie (DGH)

## Publikationen (Auswahl)
- als Hrsg. mit  Andreas Eisenschenk, Hermann Krimmer, Bernd-Dietmar Partecke, Hans-Eberhard Schaller: Die Handchirurgie. Lehrbuch der Deutschen Gesellschaft für Handchirurgie (DGH), Urban und Fischer Verlag 2014
- als Hrsg. mit Michael W. Neumeister: Problems in Handsurgery. Solutions to Recover Function. Thieme Verlag 2020, ISBN 978-1-62623-709-4.
- mit Andrés A. Maldonado, Rabanus Steinebach, M. Carmen Morillo: Evaluation of the American Society of Anesthesiologists Physical Status Classification System in Risk Assessment for Lower Extremity Reconstruction with Free Tissue Transfer. In: Journal of Reconstructive Microsurgery, 2021 doi:10.1055/s-0041-1724126. Epub ahead of print. PMID 33634441.

- mit Frank Unglaub: Defektdeckung an der Hand [Management of soft tissue defects of the hand]. In: Operative Orthopädie und Traumatologie, 2020, 32(6):475–476. doi:10.1007/s00064-020-00687-3. PMID 33237394.

- mit Annika Arsalan-Werner, Florian Neubrech: Retrograd gestielte Lappenplastiken der dorsalen Metakarpalarterien (DMCA) [The distally based dorsal metacarpal artery flap (DMCA)]. In: Operative Orthopädie und Traumatologie, 2020 32(6):501-508. doi:10.1007/s00064-020-00685-5. Epub 2020 Nov 17. PMID 33201292.